# Арнезано
Арнезано (итал. Arnesano) — город в Италии, расположен в регионе Апулия, подчинён административному центру Лечче (провинция).
Население составляет 3453 человек, плотность населения составляет 266 чел./км². Занимает площадь 13 км². Почтовый индекс — 73010. Телефонный код — 00832.
В городе особо почитаем Крест Господень, празднование в первое воскресение июля, а также особо отмечается Успение Пресвятой Богородицы.